# Vuistslag

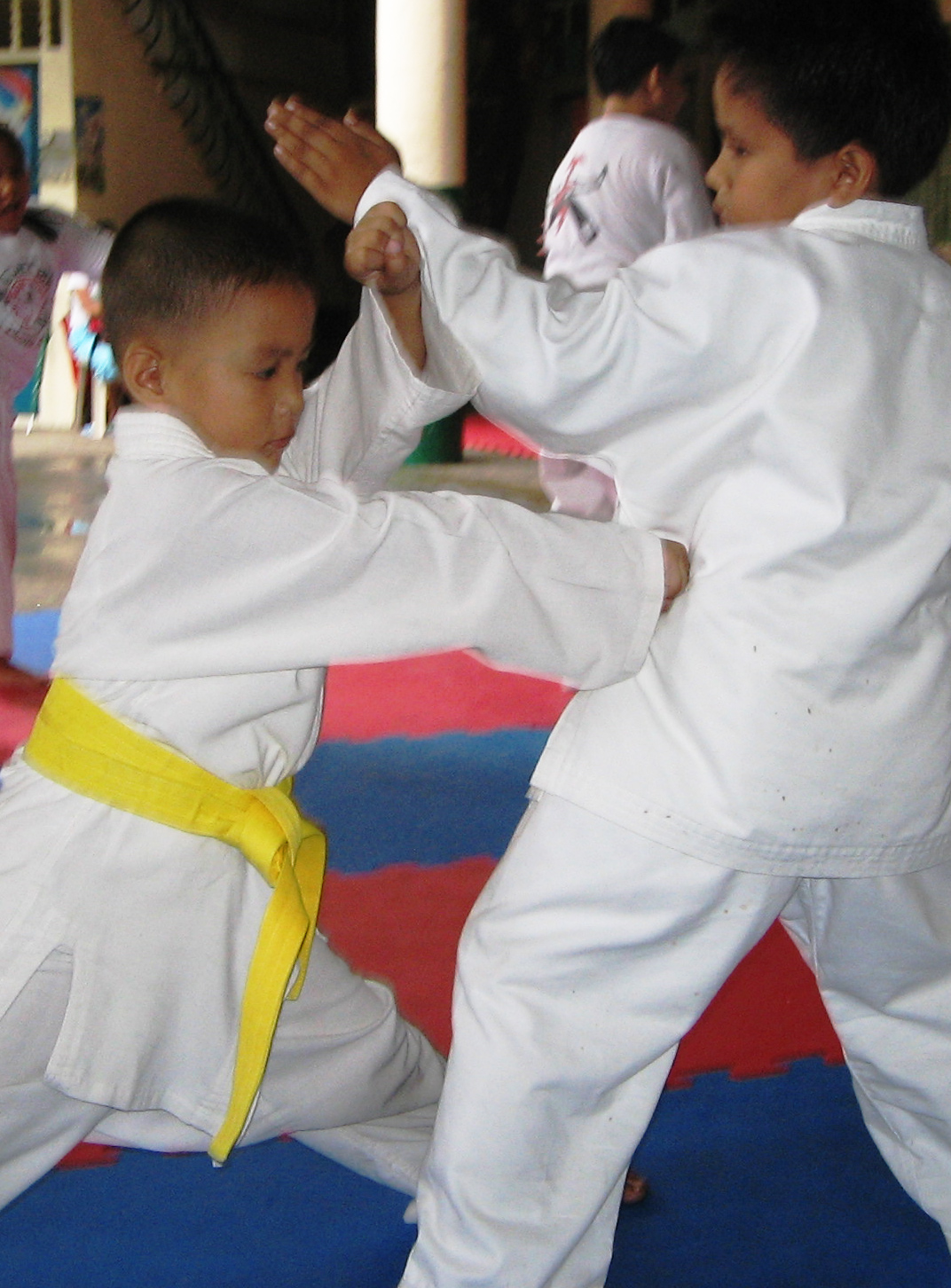
De vechtsport karate kent verschillende vormen vuistslagen. Dit is een gyaku zuki

Een vuistslag of  stoot is een slaande beweging met dichtgeknepen hand. Deze beweging kan aanvallend of verdedigend gebruikt worden in een gevecht. Verscheidene vechtsporten kennen verschillende typen vuistslag, variërend in snelheid, reikwijdte en impuls. Handbescherming kan gebruikt worden om blessures te voorkomen.
Veel vechtsporten, zoals karate en taekwondo, combineren de vuistslag met andere bewegingen, terwijl andere, zoals boksen uitsluitend van vuistslagen gebruikmaken.